# Lac Ink
Pour les articles homonymes, voir Ink.
Le lac Ink (en anglais : Ink Lake) est un lac américain dans le comté de Shasta, en Californie. Il est situé à 2 132 mètres d'altitude au sein du parc national volcanique de Lassen.